# Hořice
Hořice v Podkrkonoší (niem. Goritz, Horschitz) − miasto w Czechach, w kraju hradeckim. Według danych z 31 grudnia 2003 powierzchnia miasta wynosiła 2 146 ha, a liczba jego mieszkańców 8 899 osób.
Miasto jest znane z produkcji rurek waflowych, znanych jako „hořické trubičky”.

## Demografia
| Rok             | 1970  | 1980  | 1991  | 2001  | 2003  |
| --------------- | ----- | ----- | ----- | ----- | ----- |
| Liczba ludności | 8 090 | 9 251 | 9 282 | 9 091 | 8 899 |

Źródło: Czeski Urząd Statystyczny